# Liste des planètes mineures (563001-564000)
Voici la liste des planètes mineures numérotées de 563001 à 564000. Les planètes mineures sont numérotées lorsque leur orbite est confirmée, ce qui peut parfois se produire longtemps après leur découverte. Elles sont classées ici par leur numéro.

## Planètes mineures 563001 à 564000
- (563001) 2016 BP48
- (563002) 2016 BS48
- (563003) 2016 BU48
- (563004) 2016 BH49
- (563005) 2016 BJ49
- (563006) 2016 BK49
- (563007) 2016 BM49
- (563008) 2016 BJ51
- (563009) 2016 BT51
- (563010) 2016 BA52
- (563011) 2016 BB52
- (563012) 2016 BP52
- (563013) 2016 BU52
- (563014) 2016 BC53
- (563015) 2016 BE53
- (563016) 2016 BO53
- (563017) 2016 BP53
- (563018) 2016 BU53
- (563019) 2016 BG55
- (563020) 2016 BM57
- (563021) 2016 BP57
- (563022) 2016 BT57
- (563023) 2016 BJ58
- (563024) 2016 BL58
- (563025) 2016 BO58
- (563026) 2016 BA59
- (563027) 2016 BJ59
- (563028) 2016 BR60
- (563029) 2016 BA62
- (563030) 2016 BT62
- (563031) 2016 BV62
- (563032) 2016 BX62
- (563033) 2016 BQ63
- (563034) 2016 BR63
- (563035) 2016 BT63
- (563036) 2016 BU63
- (563037) 2016 BW63
- (563038) 2016 BM65
- (563039) 2016 BT65
- (563040) 2016 BV65
- (563041) 2016 BA66
- (563042) 2016 BN66
- (563043) 2016 BU66
- (563044) 2016 BB67
- (563045) 2016 BT67
- (563046) 2016 BV68
- (563047) 2016 BF69
- (563048) 2016 BN70
- (563049) 2016 BQ71
- (563050) 2016 BX71
- (563051) 2016 BP72
- (563052) 2016 BB73
- (563053) 2016 BK73
- (563054) 2016 BN73
- (563055) 2016 BX73
- (563056) 2016 BZ73
- (563057) 2016 BM74
- (563058) 2016 BD75
- (563059) 2016 BO75
- (563060) 2016 BR76
- (563061) 2016 BE77
- (563062) 2016 BT77
- (563063) 2016 BD79
- (563064) 2016 BE79
- (563065) 2016 BK79
- (563066) 2016 BT79
- (563067) 2016 BK80
- (563068) 2016 BF81
- (563069) 2016 BN81
- (563070) 2016 BU82
- (563071) 2016 BJ83
- (563072) 2016 BQ83
- (563073) 2016 BN84
- (563074) 2016 BM88
- (563075) 2016 BZ88
- (563076) 2016 BH89
- (563077) 2016 BK89
- (563078) 2016 BL89
- (563079) 2016 BM89
- (563080) 2016 BW89
- (563081) 2016 BX89
- (563082) 2016 BY89
- (563083) 2016 BC90
- (563084) 2016 BN90
- (563085) 2016 BR90
- (563086) 2016 BE91
- (563087) 2016 BF91
- (563088) 2016 BH91
- (563089) 2016 BR91
- (563090) 2016 BU91
- (563091) 2016 BW91
- (563092) 2016 BX91
- (563093) 2016 BE92
- (563094) 2016 BU92
- (563095) 2016 BY92
- (563096) 2016 BL93
- (563097) 2016 BS93
- (563098) 2016 BX93
- (563099) 2016 BY93
- (563100) 2016 BM94
- (563101) 2016 BB95
- (563102) 2016 BF95
- (563103) 2016 BN95
- (563104) 2016 BQ95
- (563105) 2016 BT95
- (563106) 2016 BD96
- (563107) 2016 BG96
- (563108) 2016 BK98
- (563109) 2016 BQ98
- (563110) 2016 BR98
- (563111) 2016 BS98
- (563112) 2016 BU98
- (563113) 2016 BW98
- (563114) 2016 BG99
- (563115) 2016 BH99
- (563116) 2016 BU99
- (563117) 2016 BX99
- (563118) 2016 BU100
- (563119) 2016 BZ100
- (563120) 2016 BG101
- (563121) 2016 BM101
- (563122) 2016 BT102
- (563123) 2016 BA103
- (563124) 2016 BM103
- (563125) 2016 BN103
- (563126) 2016 BV104
- (563127) 2016 BT106
- (563128) 2016 BC113
- (563129) 2016 BO116
- (563130) 2016 BD123
- (563131) 2016 BE123
- (563132) 2016 CH
- (563133) 2016 CA1
- (563134) 2016 CP3
- (563135) 2016 CT3
- (563136) 2016 CY6
- (563137) 2016 CF7
- (563138) 2016 CZ8
- (563139) 2016 CM9
- (563140) 2016 CS10
- (563141) 2016 CX10
- (563142) 2016 CB11
- (563143) 2016 CK11
- (563144) 2016 CM11
- (563145) 2016 CO11
- (563146) 2016 CS11
- (563147) 2016 CV11
- (563148) 2016 CP12
- (563149) 2016 CS12
- (563150) 2016 CB13
- (563151) 2016 CT14
- (563152) 2016 CF15
- (563153) 2016 CE16
- (563154) 2016 CM16
- (563155) 2016 CP16
- (563156) 2016 CH17
- (563157) 2016 CX17
- (563158) 2016 CY17
- (563159) 2016 CS18
- (563160) 2016 CA19
- (563161) 2016 CG19
- (563162) 2016 CA20
- (563163) 2016 CY20
- (563164) 2016 CF21
- (563165) 2016 CK21
- (563166) 2016 CY21
- (563167) 2016 CR22
- (563168) 2016 CE23
- (563169) 2016 CX23
- (563170) 2016 CM25
- (563171) 2016 CD26
- (563172) 2016 CL27
- (563173) 2016 CT27
- (563174) 2016 CH28
- (563175) 2016 CX28
- (563176) 2016 CO31
- (563177) 2016 CY32
- (563178) 2016 CR33
- (563179) 2016 CU33
- (563180) 2016 CL34
- (563181) 2016 CT34
- (563182) 2016 CU34
- (563183) 2016 CZ34
- (563184) 2016 CF35
- (563185) 2016 CN35
- (563186) 2016 CV35
- (563187) 2016 CM36
- (563188) 2016 CO36
- (563189) 2016 CU36
- (563190) 2016 CV37
- (563191) 2016 CX38
- (563192) 2016 CF39
- (563193) 2016 CY39
- (563194) 2016 CD40
- (563195) 2016 CK40
- (563196) 2016 CO40
- (563197) 2016 CL41
- (563198) 2016 CG42
- (563199) 2016 CV42
- (563200) 2016 CX42
- (563201) 2016 CY42
- (563202) 2016 CA43
- (563203) 2016 CE43
- (563204) 2016 CK43
- (563205) 2016 CW45
- (563206) 2016 CO47
- (563207) 2016 CZ47
- (563208) 2016 CU48
- (563209) 2016 CW48
- (563210) 2016 CE49
- (563211) 2016 CN53
- (563212) 2016 CA54
- (563213) 2016 CB54
- (563214) 2016 CN54
- (563215) 2016 CS55
- (563216) 2016 CX55
- (563217) 2016 CA56
- (563218) 2016 CB56
- (563219) 2016 CW56
- (563220) 2016 CR57
- (563221) 2016 CG58
- (563222) 2016 CU58
- (563223) 2016 CZ58
- (563224) 2016 CL60
- (563225) 2016 CU60
- (563226) 2016 CY60
- (563227) 2016 CK61
- (563228) 2016 CD62
- (563229) 2016 CV62
- (563230) 2016 CZ62
- (563231) 2016 CT65
- (563232) 2016 CY65
- (563233) 2016 CJ67
- (563234) 2016 CP67
- (563235) 2016 CQ67
- (563236) 2016 CH68
- (563237) 2016 CT68
- (563238) 2016 CK69
- (563239) 2016 CO69
- (563240) 2016 CB70
- (563241) 2016 CM70
- (563242) 2016 CW70
- (563243) 2016 CY70
- (563244) 2016 CQ71
- (563245) 2016 CC72
- (563246) 2016 CE72
- (563247) 2016 CT73
- (563248) 2016 CW73
- (563249) 2016 CB74
- (563250) 2016 CJ75
- (563251) 2016 CL75
- (563252) 2016 CM76
- (563253) 2016 CN76
- (563254) 2016 CA77
- (563255) 2016 CS77
- (563256) 2016 CX77
- (563257) 2016 CL78
- (563258) 2016 CU79
- (563259) 2016 CW79
- (563260) 2016 CH80
- (563261) 2016 CM84
- (563262) 2016 CX85
- (563263) 2016 CZ85
- (563264) 2016 CB86
- (563265) 2016 CG88
- (563266) 2016 CY89
- (563267) 2016 CL90
- (563268) 2016 CS93
- (563269) 2016 CC94
- (563270) 2016 CR94
- (563271) 2016 CV94
- (563272) 2016 CO96
- (563273) 2016 CD97
- (563274) 2016 CP98
- (563275) 2016 CA100
- (563276) 2016 CF102
- (563277) 2016 CL102
- (563278) 2016 CW102
- (563279) 2016 CE104
- (563280) 2016 CN104
- (563281) 2016 CP105
- (563282) 2016 CE106
- (563283) 2016 CU106
- (563284) 2016 CA107
- (563285) 2016 CS107
- (563286) 2016 CW107
- (563287) 2016 CE108
- (563288) 2016 CO108
- (563289) 2016 CS108
- (563290) 2016 CA109
- (563291) 2016 CJ109
- (563292) 2016 CH110
- (563293) 2016 CX110
- (563294) 2016 CZ113
- (563295) 2016 CC114
- (563296) 2016 CY114
- (563297) 2016 CG116
- (563298) 2016 CT116
- (563299) 2016 CE117
- (563300) 2016 CT117
- (563301) 2016 CK118
- (563302) 2016 CO119
- (563303) 2016 CE121
- (563304) 2016 CR124
- (563305) 2016 CA125
- (563306) 2016 CL126
- (563307) 2016 CG128
- (563308) 2016 CH128
- (563309) 2016 CF129
- (563310) 2016 CO130
- (563311) 2016 CC131
- (563312) 2016 CY138
- (563313) 2016 CZ138
- (563314) 2016 CL141
- (563315) 2016 CP142
- (563316) 2016 CP143
- (563317) 2016 CU143
- (563318) ten Kate
- (563319) 2016 CL144
- (563320) 2016 CT144
- (563321) 2016 CB145
- (563322) 2016 CC145
- (563323) 2016 CA146
- (563324) 2016 CN146
- (563325) 2016 CB149
- (563326) 2016 CA150
- (563327) 2016 CM151
- (563328) 2016 CO152
- (563329) 2016 CJ153
- (563330) 2016 CZ154
- (563331) 2016 CE155
- (563332) 2016 CQ155
- (563333) 2016 CR155
- (563334) 2016 CL156
- (563335) 2016 CH157
- (563336) 2016 CJ157
- (563337) 2016 CL157
- (563338) 2016 CG159
- (563339) 2016 CQ159
- (563340) 2016 CH160
- (563341) 2016 CU160
- (563342) 2016 CA161
- (563343) 2016 CW161
- (563344) 2016 CT162
- (563345) 2016 CD163
- (563346) 2016 CK163
- (563347) 2016 CT164
- (563348) 2016 CA165
- (563349) 2016 CX165
- (563350) 2016 CC166
- (563351) 2016 CD166
- (563352) 2016 CT166
- (563353) 2016 CW166
- (563354) 2016 CA167
- (563355) 2016 CV167
- (563356) 2016 CA168
- (563357) 2016 CH168
- (563358) 2016 CL168
- (563359) 2016 CO169
- (563360) 2016 CA170
- (563361) 2016 CB171
- (563362) 2016 CK171
- (563363) 2016 CX171
- (563364) 2016 CH172
- (563365) 2016 CT174
- (563366) 2016 CU174
- (563367) 2016 CH175
- (563368) 2016 CB180
- (563369) 2016 CY180
- (563370) 2016 CA183
- (563371) 2016 CR183
- (563372) 2016 CY183
- (563373) 2016 CX185
- (563374) 2016 CW186
- (563375) 2016 CZ186
- (563376) 2016 CC189
- (563377) 2016 CL189
- (563378) 2016 CY189
- (563379) 2016 CJ190
- (563380) 2016 CV190
- (563381) 2016 CC191
- (563382) 2016 CF192
- (563383) 2016 CH195
- (563384) 2016 CU195
- (563385) 2016 CH196
- (563386) 2016 CL196
- (563387) 2016 CB198
- (563388) 2016 CF198
- (563389) 2016 CX198
- (563390) 2016 CY198
- (563391) 2016 CA200
- (563392) 2016 CJ200
- (563393) 2016 CK201
- (563394) 2016 CS201
- (563395) 2016 CA202
- (563396) 2016 CN202
- (563397) 2016 CH203
- (563398) 2016 CT203
- (563399) 2016 CY204
- (563400) 2016 CT205
- (563401) 2016 CA206
- (563402) 2016 CM206
- (563403) 2016 CS206
- (563404) 2016 CA209
- (563405) 2016 CL209
- (563406) 2016 CA211
- (563407) 2016 CX211
- (563408) 2016 CZ211
- (563409) 2016 CB212
- (563410) 2016 CK212
- (563411) 2016 CL212
- (563412) 2016 CB213
- (563413) 2016 CT213
- (563414) 2016 CG214
- (563415) 2016 CH214
- (563416) 2016 CB215
- (563417) 2016 CZ215
- (563418) 2016 CF218
- (563419) 2016 CM218
- (563420) 2016 CV219
- (563421) 2016 CX219
- (563422) 2016 CY219
- (563423) 2016 CQ220
- (563424) 2016 CV220
- (563425) 2016 CC221
- (563426) 2016 CG222
- (563427) 2016 CD223
- (563428) 2016 CG223
- (563429) 2016 CL225
- (563430) 2016 CW225
- (563431) 2016 CR226
- (563432) 2016 CU226
- (563433) 2016 CB228
- (563434) 2016 CF228
- (563435) 2016 CA229
- (563436) 2016 CZ229
- (563437) 2016 CB230
- (563438) 2016 CO230
- (563439) 2016 CA232
- (563440) 2016 CV232
- (563441) 2016 CL236
- (563442) 2016 CJ238
- (563443) 2016 CR238
- (563444) 2016 CX239
- (563445) 2016 CL241
- (563446) 2016 CJ242
- (563447) 2016 CP242
- (563448) 2016 CS242
- (563449) 2016 CH244
- (563450) 2016 CM245
- (563451) 2016 CX245
- (563452) 2016 CR248
- (563453) 2016 CU248
- (563454) 2016 CV249
- (563455) 2016 CT250
- (563456) 2016 CF251
- (563457) 2016 CM251
- (563458) 2016 CW252
- (563459) 2016 CY252
- (563460) 2016 CF253
- (563461) 2016 CG253
- (563462) 2016 CQ253
- (563463) 2016 CH255
- (563464) 2016 CA256
- (563465) 2016 CT256
- (563466) 2016 CJ258
- (563467) 2016 CL258
- (563468) 2016 CW258
- (563469) 2016 CT259
- (563470) 2016 CG260
- (563471) 2016 CP260
- (563472) 2016 CK262
- (563473) 2016 CM262
- (563474) 2016 CM266
- (563475) 2016 CR266
- (563476) 2016 CR267
- (563477) 2016 CO268
- (563478) 2016 CQ270
- (563479) 2016 CH272
- (563480) 2016 CW272
- (563481) 2016 CF273
- (563482) 2016 CO273
- (563483) 2016 CU273
- (563484) 2016 CE274
- (563485) 2016 CW277
- (563486) 2016 CC278
- (563487) 2016 CS278
- (563488) 2016 CM279
- (563489) 2016 CQ279
- (563490) 2016 CX279
- (563491) 2016 CL280
- (563492) 2016 CT280
- (563493) 2016 CU280
- (563494) 2016 CW280
- (563495) 2016 CX280
- (563496) 2016 CY280
- (563497) 2016 CD281
- (563498) 2016 CL281
- (563499) 2016 CN281
- (563500) 2016 CX281
- (563501) 2016 CY281
- (563502) 2016 CE282
- (563503) 2016 CR282
- (563504) 2016 CW282
- (563505) 2016 CX282
- (563506) 2016 CF284
- (563507) 2016 CR284
- (563508) 2016 CA285
- (563509) 2016 CP285
- (563510) 2016 CX285
- (563511) 2016 CZ285
- (563512) 2016 CC286
- (563513) 2016 CF286
- (563514) 2016 CT287
- (563515) 2016 CU287
- (563516) 2016 CL288
- (563517) 2016 CQ288
- (563518) 2016 CU288
- (563519) 2016 CG289
- (563520) 2016 CM289
- (563521) 2016 CN289
- (563522) 2016 CQ289
- (563523) 2016 CR289
- (563524) 2016 CZ289
- (563525) 2016 CC290
- (563526) 2016 CE291
- (563527) 2016 CL291
- (563528) 2016 CM291
- (563529) 2016 CN291
- (563530) 2016 CU291
- (563531) 2016 CV291
- (563532) 2016 CZ291
- (563533) 2016 CB292
- (563534) 2016 CJ292
- (563535) 2016 CN292
- (563536) 2016 CP292
- (563537) 2016 CT292
- (563538) 2016 CY292
- (563539) 2016 CG293
- (563540) 2016 CQ293
- (563541) 2016 CV293
- (563542) 2016 CB294
- (563543) 2016 CG294
- (563544) 2016 CH294
- (563545) 2016 CJ294
- (563546) 2016 CD295
- (563547) 2016 CK295
- (563548) 2016 CB296
- (563549) 2016 CL296
- (563550) 2016 CW296
- (563551) 2016 CZ297
- (563552) 2016 CO298
- (563553) 2016 CP298
- (563554) 2016 CX298
- (563555) 2016 CR299
- (563556) 2016 CF301
- (563557) 2016 CP301
- (563558) 2016 CT301
- (563559) 2016 CV301
- (563560) 2016 CV302
- (563561) 2016 CC304
- (563562) 2016 CM304
- (563563) 2016 CS304
- (563564) 2016 CC306
- (563565) 2016 CW306
- (563566) 2016 CP307
- (563567) 2016 CR307
- (563568) 2016 CG308
- (563569) 2016 CJ308
- (563570) 2016 CG309
- (563571) 2016 CJ309
- (563572) 2016 CF310
- (563573) 2016 CC311
- (563574) 2016 CQ311
- (563575) 2016 CE312
- (563576) 2016 CY312
- (563577) 2016 CN313
- (563578) 2016 CG314
- (563579) 2016 CW314
- (563580) 2016 CD315
- (563581) 2016 CR315
- (563582) 2016 CZ315
- (563583) 2016 CA316
- (563584) 2016 CG316
- (563585) 2016 CV316
- (563586) 2016 CD317
- (563587) 2016 CF318
- (563588) 2016 CK318
- (563589) 2016 CN318
- (563590) 2016 CR318
- (563591) 2016 CH319
- (563592) 2016 CJ319
- (563593) 2016 CT319
- (563594) 2016 CM320
- (563595) 2016 CX320
- (563596) 2016 CD321
- (563597) 2016 CE321
- (563598) 2016 CG321
- (563599) 2016 CM321
- (563600) 2016 CA322
- (563601) 2016 CE322
- (563602) 2016 CH322
- (563603) 2016 CM322
- (563604) 2016 CR322
- (563605) 2016 CY322
- (563606) 2016 CB323
- (563607) 2016 CS330
- (563608) 2016 CZ330
- (563609) 2016 CB333
- (563610) 2016 CB346
- (563611) 2016 CB348
- (563612) 2016 CK357
- (563613) 2016 CC363
- (563614) 2016 DD2
- (563615) 2016 DA3
- (563616) 2016 DC3
- (563617) 2016 DL3
- (563618) 2016 DH5
- (563619) 2016 DK5
- (563620) 2016 DE6
- (563621) 2016 DL6
- (563622) 2016 DL8
- (563623) 2016 DP8
- (563624) 2016 DQ8
- (563625) 2016 DA9
- (563626) 2016 DD9
- (563627) 2016 DG9
- (563628) 2016 DS9
- (563629) 2016 DF10
- (563630) 2016 DN11
- (563631) 2016 DY11
- (563632) 2016 DY12
- (563633) 2016 DE13
- (563634) 2016 DW13
- (563635) 2016 DY13
- (563636) 2016 DG15
- (563637) 2016 DM15
- (563638) 2016 DQ15
- (563639) 2016 DX15
- (563640) 2016 DF16
- (563641) 2016 DN16
- (563642) 2016 DF17
- (563643) 2016 DL17
- (563644) 2016 DO17
- (563645) 2016 DT18
- (563646) 2016 DP19
- (563647) 2016 DR20
- (563648) 2016 DV20
- (563649) 2016 DL21
- (563650) 2016 DK22
- (563651) 2016 DN23
- (563652) 2016 DY23
- (563653) 2016 DB24
- (563654) 2016 DN24
- (563655) 2016 DQ24
- (563656) 2016 DS25
- (563657) 2016 DR26
- (563658) 2016 DY26
- (563659) 2016 DA27
- (563660) 2016 DE28
- (563661) 2016 DE29
- (563662) 2016 DF29
- (563663) 2016 DN29
- (563664) 2016 DM30
- (563665) 2016 DT30
- (563666) 2016 DN31
- (563667) 2016 DA32
- (563668) 2016 DD32
- (563669) 2016 DP32
- (563670) 2016 DQ32
- (563671) 2016 DW32
- (563672) 2016 DE33
- (563673) 2016 DP33
- (563674) 2016 DO34
- (563675) 2016 DY34
- (563676) 2016 DG35
- (563677) 2016 DP37
- (563678) 2016 EU
- (563679) 2016 ES3
- (563680) 2016 EV3
- (563681) 2016 EH4
- (563682) 2016 ER4
- (563683) 2016 EQ5
- (563684) 2016 EG6
- (563685) 2016 ED7
- (563686) 2016 EM7
- (563687) 2016 EB8
- (563688) 2016 EE8
- (563689) 2016 EJ8
- (563690) 2016 EV9
- (563691) 2016 EO10
- (563692) 2016 EP10
- (563693) 2016 EQ10
- (563694) 2016 EU10
- (563695) 2016 EJ13
- (563696) 2016 EK13
- (563697) 2016 EL15
- (563698) 2016 EQ15
- (563699) 2016 EA16
- (563700) 2016 EJ16
- (563701) 2016 ER16
- (563702) 2016 EP17
- (563703) 2016 EQ17
- (563704) 2016 EV17
- (563705) 2016 ED18
- (563706) 2016 EE19
- (563707) 2016 EZ19
- (563708) 2016 EQ21
- (563709) 2016 EB22
- (563710) 2016 EM22
- (563711) 2016 ES22
- (563712) 2016 EU22
- (563713) 2016 EO23
- (563714) 2016 EW23
- (563715) 2016 EA24
- (563716) Szinyeimersepál
- (563717) 2016 EK25
- (563718) 2016 EL25
- (563719) 2016 EP25
- (563720) 2016 EQ28
- (563721) 2016 EF29
- (563722) 2016 EM29
- (563723) 2016 EQ29
- (563724) 2016 EY29
- (563725) 2016 EA30
- (563726) 2016 EP30
- (563727) 2016 ET30
- (563728) 2016 EP31
- (563729) 2016 ER31
- (563730) 2016 EK33
- (563731) 2016 EP33
- (563732) 2016 EK34
- (563733) 2016 ET34
- (563734) 2016 EA36
- (563735) 2016 EC37
- (563736) 2016 EW37
- (563737) 2016 EC38
- (563738) 2016 EA39
- (563739) 2016 EY39
- (563740) 2016 EA40
- (563741) 2016 EX40
- (563742) 2016 EZ40
- (563743) 2016 EC41
- (563744) 2016 EF41
- (563745) 2016 EE42
- (563746) 2016 ER42
- (563747) 2016 EY42
- (563748) 2016 EV43
- (563749) 2016 EC44
- (563750) 2016 EY45
- (563751) 2016 ER46
- (563752) 2016 EY46
- (563753) 2016 EP47
- (563754) 2016 ES47
- (563755) 2016 EK48
- (563756) 2016 ES48
- (563757) 2016 EN50
- (563758) 2016 EQ51
- (563759) 2016 EY51
- (563760) 2016 EJ52
- (563761) 2016 EM52
- (563762) 2016 ER52
- (563763) 2016 EA53
- (563764) 2016 EN53
- (563765) 2016 EC54
- (563766) 2016 ER54
- (563767) 2016 ES54
- (563768) 2016 EQ55
- (563769) 2016 EG57
- (563770) 2016 EX57
- (563771) 2016 EV58
- (563772) 2016 EA59
- (563773) 2016 EL59
- (563774) 2016 EB60
- (563775) 2016 EY60
- (563776) 2016 EO61
- (563777) 2016 EB63
- (563778) 2016 EE63
- (563779) 2016 EM65
- (563780) 2016 ED66
- (563781) 2016 EH66
- (563782) 2016 ET66
- (563783) 2016 ES67
- (563784) 2016 EX67
- (563785) 2016 EN68
- (563786) 2016 EF69
- (563787) 2016 EJ69
- (563788) 2016 EP69
- (563789) 2016 EF70
- (563790) 2016 EH70
- (563791) 2016 EL70
- (563792) 2016 EU70
- (563793) 2016 EG71
- (563794) 2016 EU71
- (563795) 2016 EJ72
- (563796) 2016 EV73
- (563797) 2016 EX73
- (563798) 2016 ER74
- (563799) 2016 EN75
- (563800) 2016 EX75
- (563801) 2016 ES77
- (563802) 2016 EE78
- (563803) 2016 EJ78
- (563804) 2016 EH79
- (563805) 2016 EK79
- (563806) 2016 EY79
- (563807) 2016 ET80
- (563808) 2016 EV80
- (563809) 2016 EW80
- (563810) 2016 EZ80
- (563811) 2016 EQ81
- (563812) 2016 EV81
- (563813) 2016 EW81
- (563814) 2016 EC82
- (563815) 2016 EZ82
- (563816) 2016 EB83
- (563817) 2016 EU86
- (563818) 2016 ER87
- (563819) 2016 EC88
- (563820) 2016 EJ88
- (563821) 2016 EN90
- (563822) 2016 EB93
- (563823) 2016 EC93
- (563824) 2016 EW94
- (563825) 2016 EL95
- (563826) 2016 EH96
- (563827) 2016 EM97
- (563828) 2016 ET97
- (563829) 2016 EZ97
- (563830) 2016 EH98
- (563831) 2016 ER98
- (563832) 2016 EG99
- (563833) 2016 EY102
- (563834) 2016 EO103
- (563835) 2016 EV103
- (563836) 2016 EW103
- (563837) 2016 EV106
- (563838) 2016 EK108
- (563839) 2016 EY108
- (563840) 2016 EW109
- (563841) 2016 EJ110
- (563842) 2016 EU111
- (563843) 2016 EY112
- (563844) 2016 EZ113
- (563845) 2016 EE114
- (563846) 2016 EW114
- (563847) 2016 EP117
- (563848) 2016 EC118
- (563849) 2016 ES118
- (563850) 2016 EG119
- (563851) 2016 EH120
- (563852) 2016 EK120
- (563853) Andrewdubeyjames
- (563854) 2016 EC121
- (563855) 2016 EJ121
- (563856) 2016 ET121
- (563857) 2016 EA123
- (563858) 2016 EB123
- (563859) 2016 EN123
- (563860) 2016 EP123
- (563861) 2016 EQ124
- (563862) 2016 EB125
- (563863) 2016 ED125
- (563864) 2016 EF126
- (563865) 2016 EN126
- (563866) 2016 EM127
- (563867) 2016 EP128
- (563868) 2016 EB132
- (563869) 2016 EG132
- (563870) 2016 EF135
- (563871) 2016 EW135
- (563872) 2016 EZ135
- (563873) 2016 EE136
- (563874) 2016 EU136
- (563875) 2016 EV136
- (563876) 2016 EJ137
- (563877) 2016 EL137
- (563878) 2016 EF138
- (563879) 2016 EJ139
- (563880) 2016 EO139
- (563881) 2016 EK140
- (563882) 2016 EM140
- (563883) 2016 EV140
- (563884) 2016 EY140
- (563885) 2016 ET142
- (563886) 2016 EA143
- (563887) 2016 EG143
- (563888) 2016 EJ143
- (563889) 2016 EH144
- (563890) 2016 EM144
- (563891) 2016 EO145
- (563892) 2016 EU146
- (563893) 2016 EG147
- (563894) 2016 EV147
- (563895) 2016 EX147
- (563896) 2016 ER148
- (563897) 2016 ED149
- (563898) 2016 EA150
- (563899) 2016 EH150
- (563900) 2016 EY150
- (563901) 2016 EK151
- (563902) 2016 EN151
- (563903) 2016 EY151
- (563904) 2016 EK152
- (563905) 2016 EW152
- (563906) 2016 EB153
- (563907) 2016 EW153
- (563908) 2016 ED154
- (563909) 2016 EB159
- (563910) 2016 EQ160
- (563911) 2016 EZ163
- (563912) 2016 EJ165
- (563913) 2016 ES165
- (563914) 2016 EU165
- (563915) 2016 EK166
- (563916) 2016 EN166
- (563917) 2016 EC167
- (563918) 2016 EB168
- (563919) 2016 EN168
- (563920) 2016 EX169
- (563921) 2016 EZ170
- (563922) 2016 EB171
- (563923) 2016 EB172
- (563924) 2016 EH172
- (563925) 2016 EL173
- (563926) 2016 EY174
- (563927) 2016 EB175
- (563928) 2016 EH176
- (563929) 2016 EP176
- (563930) 2016 EY176
- (563931) 2016 EG177
- (563932) 2016 EB179
- (563933) 2016 EJ179
- (563934) 2016 ET179
- (563935) 2016 EQ180
- (563936) 2016 EU181
- (563937) 2016 ED182
- (563938) 2016 EC183
- (563939) 2016 ED184
- (563940) 2016 EK184
- (563941) 2016 EA185
- (563942) 2016 EU185
- (563943) 2016 EW185
- (563944) 2016 EE186
- (563945) 2016 EP187
- (563946) 2016 EX188
- (563947) 2016 EX192
- (563948) 2016 EZ192
- (563949) 2016 EN195
- (563950) 2016 EU198
- (563951) 2016 EV198
- (563952) 2016 EA199
- (563953) 2016 EF199
- (563954) 2016 ED200
- (563955) 2016 EU200
- (563956) 2016 EY200
- (563957) 2016 EX201
- (563958) 2016 EL202
- (563959) 2016 EN202
- (563960) 2016 EQ202
- (563961) 2016 EE203
- (563962) 2016 EY203
- (563963) 2016 EA204
- (563964) 2016 EB204
- (563965) 2016 EJ204
- (563966) 2016 ER205
- (563967) 2016 EK206
- (563968) 2016 EQ211
- (563969) 2016 EH212
- (563970) 2016 EQ214
- (563971) 2016 EA215
- (563972) 2016 EN215
- (563973) 2016 EV215
- (563974) 2016 ER216
- (563975) 2016 ES216
- (563976) 2016 EW216
- (563977) 2016 ET217
- (563978) 2016 EB218
- (563979) 2016 EK218
- (563980) 2016 ER218
- (563981) 2016 ES218
- (563982) 2016 EE219
- (563983) 2016 EY219
- (563984) 2016 EZ219
- (563985) 2016 EE220
- (563986) 2016 EF220
- (563987) 2016 EO220
- (563988) 2016 EY220
- (563989) 2016 ED221
- (563990) 2016 EG221
- (563991) 2016 ET221
- (563992) 2016 EA222
- (563993) 2016 EZ222
- (563994) 2016 EX224
- (563995) 2016 EG225
- (563996) 2016 EK225
- (563997) 2016 EP225
- (563998) 2016 EY225
- (563999) 2016 EJ226
- (564000) 2016 EB227